# جوفينيل مويس
جوفينيل مويس(26 يونيو 1968 - 7 يوليو 2021)، هو سياسي من هايتي والرئيس الثاني والأربعون لهايتي من فبراير 2017. وإلى 7 يوليو 2021 تاريخ اغتياله من قبل مجهولين في منزله.

## اغتياله
جاء في بيان صادر عن القائم بأعمال رئيس الوزراء، كلود جوزيف، أن الرئيس مويس «تعرض لجروح فتاكة برصاص مجهولين تسللوا إلى داخل مقر إقامته الخاص».

## روابط خارجية
- جوفينيل مويس على موقع IMDb (الإنجليزية)
- جوفينيل مويس على موقع مونزينجر (الألمانية)